# José Mauro Ferreira Coelho
José Mauro Ferreira Coelho (Rio de Janeiro, 15 de setembro de 1964) é um químico industrial e administrador de empresas brasileiro.

## Biografia
Cursou graduação nas Faculdades Reunidas Professor Nuno Lisboa, na formação de químico industrial em 1991.
Possui mestrado em engenharia dos materiais pelo Instituto Militar de Engenharia (IME) e doutorado em planejamento energético pelo Programa de Planejamento Energético (PPE) da Universidade Federal do Rio de Janeiro (UFRJ), que atuou como presidente da Petrobrás nomeado pelo presidente Jair Bolsonaro (PL).
Em 2006, tentou a política. Foi candidato a deputado estadual no Rio pelo PSDB. Concorreu como Professor José Mauro, teve 1.437 votos e não se elegeu.
Assumiu o cargo de presidente da Petrobras em 14 de abril de 2022. Ficou no cargo por apenas sessenta e seis dias, quando pediu demissão ao conselho de administração da Petrobras após pressão política devido à alta dos preços dos combustíveis no país. A pressão sobre a estatal e a gestão de José Mauro vieram de políticos como o presidente da república Jair Bolsonaro (responsável pela indicação de José Mauro à presidência da estatal), o presidente da Câmara dos Deputados Arthur Lira (PP) e o Ministro da Casa Civil, Ciro Nogueira (PP).